# Чудов, Александр Сергеевич
Алекса́ндр Серге́евич Чу́дов (1898, Осташков, Тверская губерния — 1975, Москва) — советский экономист; доктор экономических наук, профессор; специалист в области анализа и учёта транспортных издержек.

## Биография
Родился в 1898 году в Осташкове в семье фабричного инспектора. В 1916 году окончил гимназию в Шуе. В 1918 году в Петрозаводске был принят в РКП(б).
В 1922 году был командирован на учёбу в Московский институт инженеров транспорта, по окончании которого в 1927 году работал в НКПС инженером, старшим инженером, начальником сектора, начальником группы. Одновременно с 1930 года, окончив аспирантуру при том же институте, преподавал в Московском транспортно-экономическом институте и в МИИТе, где руководил кафедрой «Калькуляция себестоимости железнодорожных перевозок».
В 1933—1937 годы — начальник сектора, старший научный сотрудник в Научно-исследовательском институте; с июля 1937 по апрель 1938 — начальник планово-экономического отдела в Решетниково-Торфопредприятии; с мая 1938 по ноябрь 1946 года работал в НКПС старшим инженером, начальником сектора, заместителем начальника отдела, начальником отдела эксплуатационного плана Центрального планово-экономического отдела. В 1945 году присвоено звание директора административной службы III ранга.
С 15 ноября 1946 года — начальник отделения экономики Всесоюзного научно-технического института железнодорожного транспорта. В 1949 году избран по конкурсу и перешёл на работу в Московский транспортно-экономический институт на должности директора по курсу «Калькуляция себестоимости железнодорожных перевозок» и заведующего кафедрой «Бухгалтерский учёт». В 1952 году по собственной просьбе был освобождён от заведования кафедрой, оставшись на должности доцента по курсу «Калькуляция себестоимости железнодорожных перевозок». Читал лекции по дисциплине «Калькуляция и анализ себестоимости железнодорожных перевозок» на специальностях «Экономика транспорта», «Бухгалтерский учёт» и «Механизированная обработка экономической информации»; руководил дипломными работами по специальности «Экономика транспорта» и исследованиями аспирантов.
Основал в МИИТе Студенческое научное общество (СНО).
Умер в 1975 году в Москве; похоронен в колумбарии Новодевичьего кладбища (секция 134).

## Научная деятельность
В 1958 году защитил докторскую диссертацию. Основатель научной школы оценки и анализа себестоимости перевозок.
Основные достижения:
- разработана новая номенклатура расходов, введена новая калькуляция себестоимости перевозок как по виду их, так и по видам тяги;
- составлены методические указания по калькуляции себестоимости железнодорожных перевозок.

Автор около 70 научных работ.

### Избранные труды
- Орлов В. Н., Чудов А. С. Калькуляция и анализ себестоимости железнодорожных перевозок : [Учеб. пособие для ин-тов ж.-д. транспорта]. — М. : изд-во и 1-я тип. Трансжелдориздата, 1949. — 279 с.
  -  — 4-е изд., перераб. и доп. — М. : Транспорт, 1967. — 288 с.
- Чудов А. С. Калькуляция себестоимости железнодорожных перевозок.
  - Ч. I. — М. : Огиз — Гострансиздат (тип. «Пролетарское слово»), 1931. — (Руководства для транспортных втузов). — 119 с.
  - Ч. II. — М. : Гострансиздат (5 тип. треста «Полиграфкнига»), 1932. — (Руководства для транспортных втузов). — 167 с.
- Чудов А. С. Плановая калькуляция себестоимости железнодорожных перевозок. — М. : Изд. и 6-я тип. Трансжелдориздата, 1947. — 116 с.
- Чудов А. С. Пути совершенствования хозрасчетных измерителей и расчетных ставок для линейных предприятий : Тез. по работе на науч.-техн. совете МПС. 15-30 янв. 1969 г / М-во пут. сообщ. СССР. — М.: Б. и., 1969. — [1], 12 с.
- Чудов А. С. Пути совершенствования хозрасчетных измерителей и расчетных ставок для линейных предприятий железных дорог : Тез. работы. (28-29 апр.) / СССР. М-во пут. сообщ. Моск. ин-т инженеров ж.-д. транспорта. — М. : Б. и., 1969. — 12 с.
- Чудов А. С. Себестоимость железнодорожных перевозок и пути ее снижения. — М. : Изд. и 1-я тип. Трансжелдориздата, 1950. — 72 с. — (Экономическая библиотечка железнодорожника).
  -  — М. : Трансжелдориздат, 1956. — 68 с. — (Популярная библиотечка по экономике железнодорожного транспорта).
- Чудов А. С., Смехова Н. Г., Шульга А. М. Себестоимость железнодорожных перевозок : [Учебник для вузов ж.-д. транспорта] / Под ред. д. э. н. проф. А. С. Чудова. — М. : Транспорт, 1976. — 296 с.
- Чудов А. С., Яроцкий А. С. Вопросы себестоимости перевозок на железнодорожном транспорте : (Сб. ст.). — М. : изд-во и 5 тип. Трансжелдориздата, 1934. — 97 с. — (Тр. / Науч.-исслед. ин-т эксплоатации железных дорог НКПС ; Вып. 24)
- Чудов А. С. Себестоимость перевозок по дорогам СССР : Автореф. дис. … д-ра экон. наук / Моск. трансп.-экон. ин-т МПС СССР и Ин-т комплексных трансп. проблем АН СССР. — М., 1958. — 27 с.

## Комментарии
1. ↑  Постановление Совета министров СССР 29 июля 1945 года[2].